# ナミシュモクザメ
ナミシュモクザメ Sphyrna tudes は、シュモクザメ科に属するサメの一種。西部大西洋、ベネズエラからウルグアイの沿岸で見られ、濁った水域を好む。小型で、一般的には1.2-1.3m程度である。他のシュモクザメ同様にハンマー型の頭部（”cephalofoil”）を持つが、本種の頭部は前縁が弧を描き、中央と左右に凹みがある。体色は金色で、これは餌のクルマエビ科やナマズ目の一種が持つ色素に由来する。この体色は濁った水中での保護色となっている可能性がある。
胎生で、雌は毎年5-19匹の仔を産む。個体数が豊富であるため南米の漁業上の重要種で、食用とされている。近年は乱獲によって個体数が減少しており、IUCNは保全状況を近絶滅種としている。

## 分類
形態的には非常に特徴的な種であるのにもかかわらず、その分類には大きな混乱があり、未だ完全には解決されていない。1822年の学術誌Memoires du Museum National d'Histoire Naturelle において、フランスの動物学者アシル・ヴァランシエンヌはシュモクザメの一種として Zygaena tudes を記載した。種小名 tudes はラテン語で"鎚"を意味する。ヴァランシエンヌはこの中で、フランスのニース、南米のカイエンヌ、インドのコロマンデル海岸から得られた3個体の標本に言及している。その後1世紀以上、分類学者はヴァランシエンヌの記載をヒラシュモクザメに対応するものであると考え、この種に Zygaena tudes（後に Sphyrna tudes）の学名を与えていた。1944年、Journal of the Washington Academy of Sciences において、Stewart Springerはシュモクザメの一種として Sphyrna bigelowi を記載した。
1950年、Enrico Tortoneseは当時まで残存していたニースとカイエンヌの標本を調べ、これがヒラシュモクザメではなく S. bigelowi と同じ種であることを発見した。1967年、Carter Gilbertはシュモクザメの分類を再検討し、コロマンデル海岸の標本はおそらくヒラシュモクザメであったが、その記載と正しく対応する標本は残っていないことを指摘している。このため、Sphyrna tudes はナミシュモクザメと対応させられるべきで、S. bigelowi はそのジュニアシノニムとなるとされた。ヒラシュモクザメにはヴァランシエンヌの記載以降に命名されていた有効名 Sphyrna mokarran が与えられた。Gilbertはニースの標本をレクトタイプ、カイエンヌの標本をパラレクトタイプとして指定したが、後にこれが更なる混乱を招くこととなる。
1981年、Jean CadenatとJacques Blacheは S. tudes のタイプ標本を再調査し、これはナミシュモクザメではなく S. couardi（おそらくアカシュモクザメ S. lewini のシノニム）の胎児であると結論した。ニースの標本が別種であることは、現在、ナミシュモクザメがアメリカからしか得られないことからも裏付けられる。命名規約に従うならば、Sphyra tudes はS. couardi のシニアシノニムとなり、ナミシュモクザメには再びSphyrna bigelowi の学名が与えられるべきである。だが多くの分類学者は学名の変更を好まず、ナミシュモクザメをS. tudes と呼び続けている。現状を命名規約的に正しいものとするためには、動物命名法国際審議会 (ICZN) がニースの標本からレクトタイプとしての地位を剥奪し、カイエンヌの標本に与えるという裁定を行うことが必要だが、関連する請願は未だ提出されていない。
本種に関する最初の詳細な研究は、1985-86年にクレムゾン大学のJosé Castroによって、FAOへの情報提供のために行われ、金色の体色が初めて科学的に記録された。体色は死後急速に薄れ、色素は固定液に溶け出してしまうため、博物館の標本が黄色味を帯びていることは保存時のアーティファクトだと見なされていたのである。トリニダード島の漁師は本種を"yellow hammerhead"・"golden hammerhead"などの名で呼び、後者はCastroによって一般化した名称となっている。他の英名としてはcurry sharkなどがある。核DNA・mtDNAを用いた分子系統解析では、本種はウチワシュモクザメなどの4種とクレードを構成し、本種の姉妹群はSphyrna media となると考えられる。

## 形態
小型のシュモクザメで、最大でも1.5m、通常は1.2-1.3m、体重9kgにしかならない。体は流線型でかなり細い。cephalofoilは幅広くて前後にも長く、幅は全長の28–32%になる。前縁は大きく弧を描き、中央と左右に凹みがある。幼体のcephalofoilはより長くて弧が強く、中央の凹みが小さい。眼はcephalofoilの末端に位置し、他のシュモクザメより体に比して小さい。瞬膜を持つ。鼻孔は眼の少し内側にあり、よく発達した溝が鼻孔からcephalofoilの中間に向けてその前縁を走る。口は強く弧を描く。片側の歯列は上顎で15–16・下顎で15–17。各歯は1本の細い尖頭を持ち、縁は滑らかか僅かに鋸歯状になる。上顎歯は傾いているが、下顎歯は直立する。
第一背鰭は高く、僅かに鎌型で、胸鰭の基底の後ろから起始する。腹鰭は第一背鰭の後端から起始する。第二背鰭は、第一よりは小さいが大きめで、後縁は凹む。腹鰭の後縁はほぼ直線である。臀鰭は第二背鰭より高くて長い。尾鰭下葉はよく発達し、上葉後縁の端には欠刻がある。皮歯は楕円形で、5本の水平隆起が後縁の鋸歯に向けて走る。本種が最も特徴的なのはその体色で、背面と背鰭は灰色から灰黄色だが、cephalofoilの縁・体側・腹面・胸鰭・腹鰭・臀鰭は明るい黄から橙色で、金属光沢を持つ。出生時には背面は灰色で、第一背鰭と尾鰭上葉は黒く、腹面は白っぽい。45cmまで成長すると腹面が明るい黄色となり始め、50cmになると橙色となっていく。55-70cmの時に最も金色が鮮やかで、性成熟に達すると薄れていく傾向にある。

## 分布
南アメリカのウルグアイからベネズエラで見られるが、オリノコ川の河口より西では珍しい。パナマ・メキシコ・フロリダ西部からも未確認の報告がある。他の地域からの報告は、分類の混乱に起因する誤同定だと考えられる。分布域では最も豊富なサメの一つで、沿岸の深度5-40mの濁った泥底上に生息する。性別・年齢ごとに群れを作り、生後すぐの40cm以下の幼体は最も浅い場所に生息するが、数ヶ月でより深い場所に移動し始める。成体雌は深度9-18mで、成長した幼体と成体雄は深度27-36mで見られる。塩分濃度20–34 pptの汽水域にも進入する。

## 生態
本種の分布域には4種の別のシュモクザメ（Sphyrna media ・ウチワシュモクザメ・アカシュモクザメ・ヒラシュモクザメ）が分布するが、生息環境と餌が異なることからあまり競合することはない。本種は濁度が高く、視界の限られる浅瀬の泥底で優占するシュモクザメであるため、眼は小型化している。成体雄と幼体は体の大きさによって分けられた群れを作るが、これらの群れは繁殖や回遊とは関係していない。成体雌は単独性である。
67cm以下の幼体は主にクルマエビ科のXiphopenaeus kroyeri を捕食するが、大型個体は硬骨魚、特にハマギギ科魚類やその卵を捕食するようになる。エビやハマギギの粘液・卵にはカロテノイド色素が含まれ、これにより本種の金色の体色が生み出される。ハマギギの色素がエビに由来するものであるかどうかは不明である。同所に生息するキツネホシザメもこのエビを捕食し、本種ほど明るくはないが同様の黄色い体色となる。ワタリガニ科・イカ・ニベ科やアカシュモクザメの幼体を捕食することも知られる。本種の成体はオオメジロザメなど大型のサメに、幼体は大型の硬骨魚にも捕食されると考えられている。体色は保護色として機能するかもしれない。寄生虫として、単生類の Erpocotyle schmitti や、他の種にも寄生する外部寄生性のカイアシ類であるEchthrogaleus coleoptratus ・Pandarus saturus ・P. cranchiiなども知られている。
他のシュモクザメ同様に胎生で、卵黄を使い果たした胎児は卵黄嚢を胎盤に転換する。成熟雌は片方の卵巣のみが機能するが、子宮は両側が機能する。排卵は妊娠と同時に起こるため、毎年出産することが可能になっている。生活史の詳細は生息地によって変化する。トリニダード島では、繁殖には明確な周期があり、交尾は8-9月、出産は翌年の5月下旬から6月に起こる。妊娠期間は10ヶ月で、産仔数は5-12。出産は、成育場となり得る、幼体の餌の豊富な湾内の浅瀬で行われる。出生時は約30cm。雄は80cm・雌は98cmで性成熟する。ブラジル北部のマラニョン州では、これよりも性成熟が遅く、雄は92cm・雌は101cmである。産仔数は母体の大きさとともに増えるため、この地域の個体は19匹を妊娠していた例がある。繁殖期も異なり、妊娠した雌は7-10月と1-4月に見られ、雄は5-11月と3月に繁殖の準備ができるようである。

## 人との関わり
臆病で、人に危害は加えない。沿岸の様々な魚種を対象とした伝統漁業によって混獲され、肉は食用とされる。トリニダード島・ガイアナ・ブラジルの漁業においては、一二を争うほど重要なサメである。頭部の形状から全年齢の個体が主に刺し網で漁獲されるが、釣りや底引き網によっても少数が漁獲される。漁獲圧が強いことと繁殖力が低いことから、IUCNは保全状況を危急種としている。事例証拠からは、トリニダード島とブラジル北部では個体数がかなり減少しており、他の分布域でも同様の状況にあるようである。保護活動や漁業管理の対象とはなっていない。